# Ácido peracético
O ácido peracético é uma mistura em equilíbrio de peróxido de hidrogênio, ácido acético e água. É um líquido incolor levemente amarelado e de odor semelhante ao vinagre.
No Brasil, foi incluído como desinfetante/esterilizante pela Portaria nº 15 de 23/08/1988 da ANVISA e foi reconhecido como princípio ativo autorizado pelo Ministério da Saúde.  Ele mantém suas propriedades em presença de matéria orgânica, sendo recomendado como substituto ao uso do glutaraldeído 2% e do hipoclorito 1%. 

## Usos
- Desinfecção de equipamentos: como para dialisadores usados na hemodiálise. Para esse caso, a esterilização pelo ácido peracético é o método mais utilizado atualmente, pois tem alta eficácia e baixo custo. [3].  Esse emprego se deve ao fato de apresentar características esterilizantes, fungicidas, viricidas, bactericidas e esporicidas. [4]
- Inativação de microrganismos em água bruta: Em um estudo de Souza, J. e Daniel, L. [5], utilizou-se água bruta com microrganismos indicadores E. coli  ATCC 11229, colifagos e Clostridium perfringens ATCC 13124, mostrando eficaz inativação desses microrganismos pelo ácido peracético.
- Desinfecção dos sistemas de produção animal: Estudos apontam que ácidos orgânicos, apesar de serem menos efetivos na presença de matéria orgânica, o ácido peracético foi o mais eficaz frente ao Staphylococcus aureus e Escherichia coli. Este ácido foi muito efetivo também para Salmonella enteridis na ausência de matéria orgânica. Isso mostra que, precedido por limpeza criteriosa, o uso do ácido peracético é uma opção para desinfecção na avicultura orgânica. [2]
- Lavagem de vegetais minimamente processados.
- Sanitização de superfícies (o uso permitido pela legislação ainda está em análise pela Vigilância sanitária).

## Materiais compatíveis[6]
- Utilizados em laboratório: Vidro, porcelana, polietileno, polipropileno e teflon(r).
- Utilizados na indústria: PVC, polietileno e aço inoxidável.